# Sant Martí del Canigó
|  | Aquest article tracta sobre el monestir de la Catalunya nord. Si cerqueu la sardana de Pau Casals, vegeu «Sant Martí del Canigó (sardana)». |

L'abadia de Sant Martí del Canigó es troba a 1.094 m d'altitud, darrere d'un aflorament rocós del massís del Canigó, a les altures del sud-est del petit poble de Castell de Vernet, al terme comunal del qual pertany, a la comarca del Conflent (Catalunya del Nord). Fundada a la fi del segle x, és un lloc que va enfrontar-se a moltes dificultats al llarg de la història per la seua posició geogràfica.

## Història
És cap a l'any 997 (primer esment d'aquesta abadia), per iniciativa de Guifré II de Cerdanya, comte de Cerdanya i del Conflent i besnet de Guifré el Pilós, que s'emprenen les obres de construcció de l'abadia de Sant Martí del Canigó per tal de fer-hi venir una comunitat de monjos benedictins. Els primers en vingueren des de l'abadia de Sant Miquel de Cuixà, actualment en territori del municipi de Codalet, a la mateixa comarca del Conflent, i força proper.
La construcció de l'església abacial es va fer en dues etapes. La part oriental de l'església inferior és el resultat d'una primera sèrie d'obres, i fou consagrada el 10 de novembre de l'any 1009 per l'abat Oliba, germà de Guifré II i abat dels monestirs de Sant Miquel de Cuixà i Santa Maria de Ripoll. Aleshores, es dedicà a Maria i als sants Martí i Miquel. Alguns anys després, el 1014, l'abadia es dotà de relíquies de sant Galderic i se'n construí la resta d'esglésies (part occidental i església superior). Aquestes es van tornar a consagrar l'any 1014 o el 1026 (els documents no hi coincideixen). Això explica la divisió en dues parts del pla de l'església inferior.
Les donacions dels comtes de Cerdanya impulsaren, ràpidament, el creixement de l'abadia. Tanmateix, el 1049, va morir el comte Guifré II després d'haver passat la fi de la seua vida en l'abadia, i aquesta comença ràpidament a declinar. De fet, a partir del segle xii, fou sotmesa a l'abadia de la Grassa en el departament de l'Aude, però els monjos benedictins de Sant Martí del Canigó en rebutjaren l'autoritat. Això va desencadenar una expedició punitiva ordenada per l'abat de l'abadia de la Grassa, que provocà el saqueig del monestir i la mort d'un monjo. Finalment, el conflicte es va resoldre mitjançant l'arbitratge del papa, que no aturà, però, la decadència de l'abadia. El terratrèmol del 1428 suposà un altre cop dur per al monestir, destruí les habitacions i en malmeté el campanar. La manca de recursos va dificultar-ne la reconstrucció, de manera que fou suprimit el pis superior, substituït per uns merlets.
L'abat del monestir de Sant Martí era senyor, en raó del seu càrrec, dels llocs de Castell de Vernet, Vernet, Marqueixanes, Llonat, el Roure, Avellanet, Joncet, Orellà, Guixà, Celrà, Merlí i Bordoll.

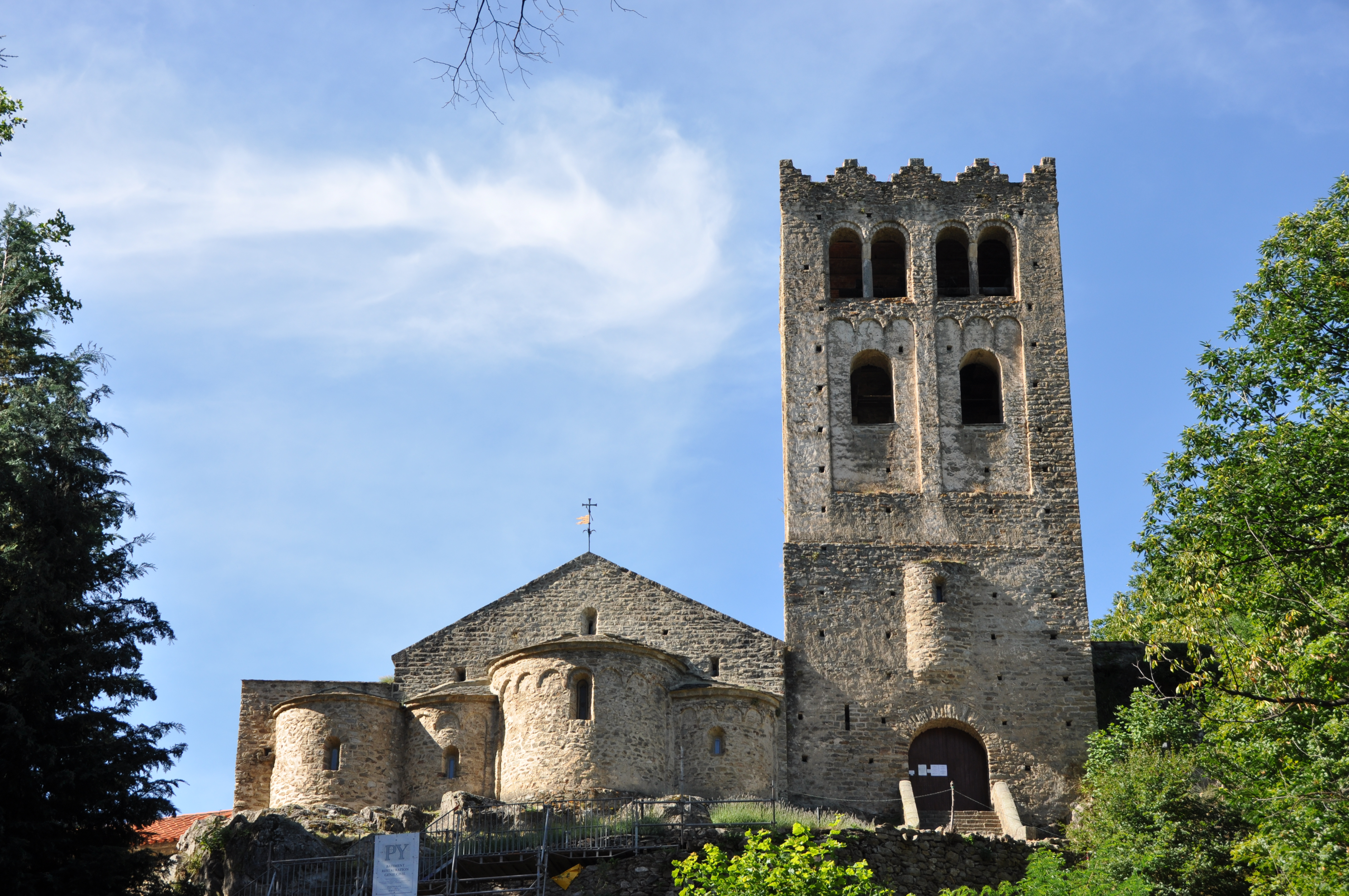
Característica capçalera de l'església abacial

En el Fogatge del 1497, consten al monestir només quatre focs, corresponents a l'abat (lo abbat), fra Jaume Cirach, paborde, fra Gabriel Porquet, infermer, i fra Guillem Befet, cambrer, cosa que vol dir que la vida monàstica ja s'havia reduït considerablement. Després, es mantingué difícilment, sobretot entre els segles xvi i xviii; serveixi d'exemple que l'abat Àngel Juallar proposà el 1608 vendre el monestir als jesuïtes de Perpinyà, maniobra que va ser aturada per la congregació claustral Tarraconense de què depenia el monestir. L'any 1783, només hi quedaven cinc monjos d'edat avançada, que van demanar la secularització per abandonar l'abadia, i el 7 de desembre del mateix any s'acabaren els vuit segles de presència benedictina a Sant Martí del Canigó, després que el papa Pius VI signés la supressió oficial del monestir. Llavors, les relíquies de sant Galderic es van traslladar a la catedral de Perpinyà i començà un període d'abandó en què la gent dels pobles del voltant se n'emportaren carreus, columnes i, sobretot, els preuats capitells de marbre rosat que en pocs anys van desaparèixer. Per això, la majoria dels edificis van caure en ruïnes, a excepció de la cripta, protegida per un mur que els monjos van construir davant la porta abans de marxar.

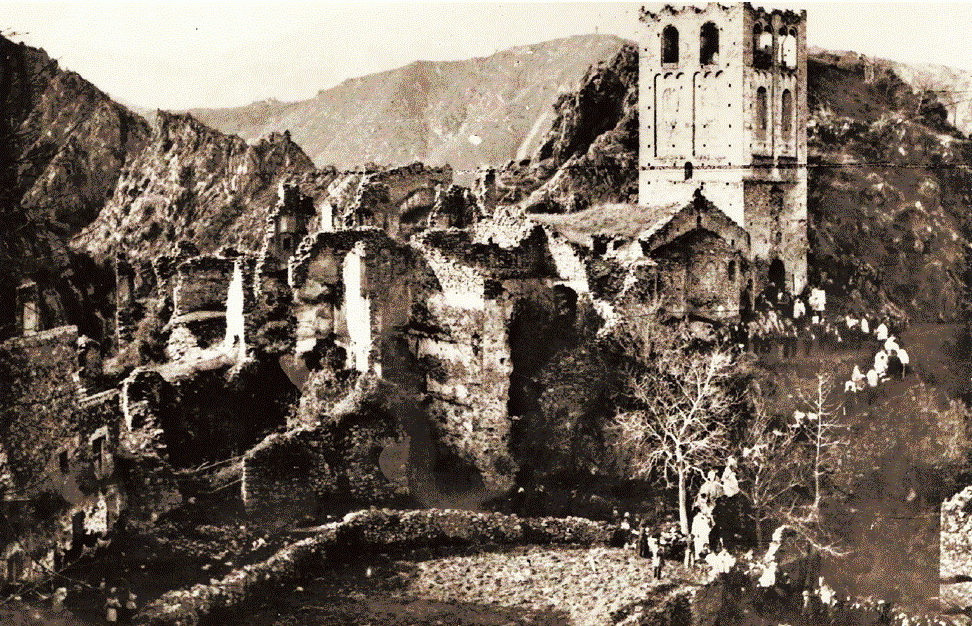
Estat ruïnós el 1902, abans de la restauració

De 1902 a 1932, el bisbe de Perpinyà Juli Carsalade du Pont portà a terme la reconstrucció de l'abadia: en comprà les ruïnes i n'aplegà els elements dispersos per la zona que va poder. La compra del monestir es va fer a instàncies de Jacint Verdaguer, amic seu, i gràcies als donatius de milers de catalans dels dos costats del Pirineu.
De 1952 a 1982, l'abat Bernat de Chabannes, monjo de l'abadia benedictina d'En Calcat (Dornha, departament del Tarn), va continuar la restauració del monestir i hi restablí la vida espiritual. El 1988, el bisbe de Perpinyà Jean Chabbert confià el lloc a la Comunitat de les Benaurances per mantenir-hi la vida de pregària i acollir els qui volguessin viure un recés espiritual. Vint anys després, el 16 de novembre de 2008, va tornar una part de les relíquies de sant Galderic des de la catedral de Perpinyà.

## L'edifici

### Les esglésies

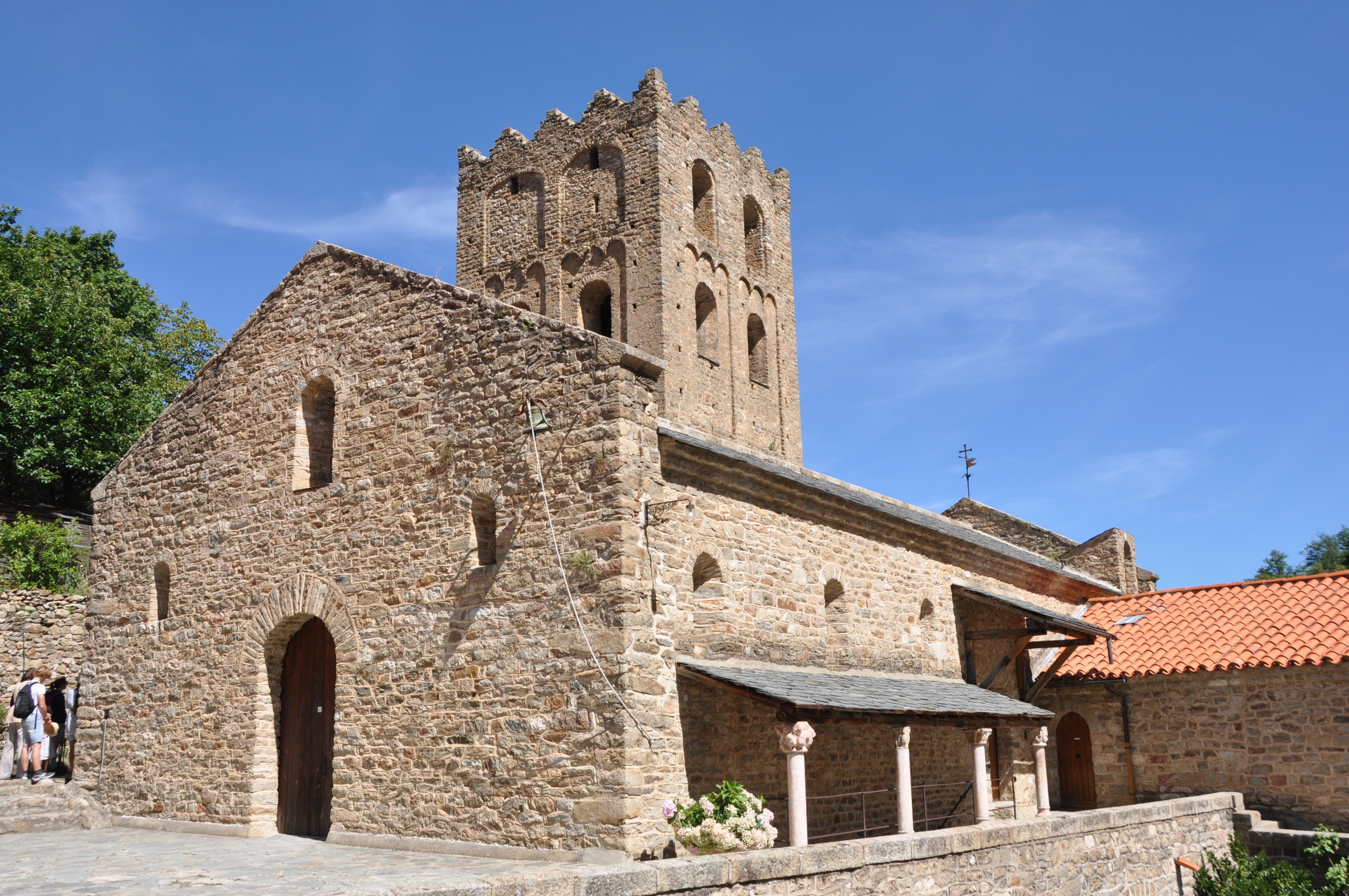
Església superior i barbacana

L'església abacial està formada per dues esglésies superposades situades al costat nord-oest del claustre, corresponents als dos períodes de construcció: l'església inferior, dedicada a santa Maria, i la superior, dedicada a sant Martí. Totes dues són un exemple del romànic meridional més primitiu.
- L'església inferior

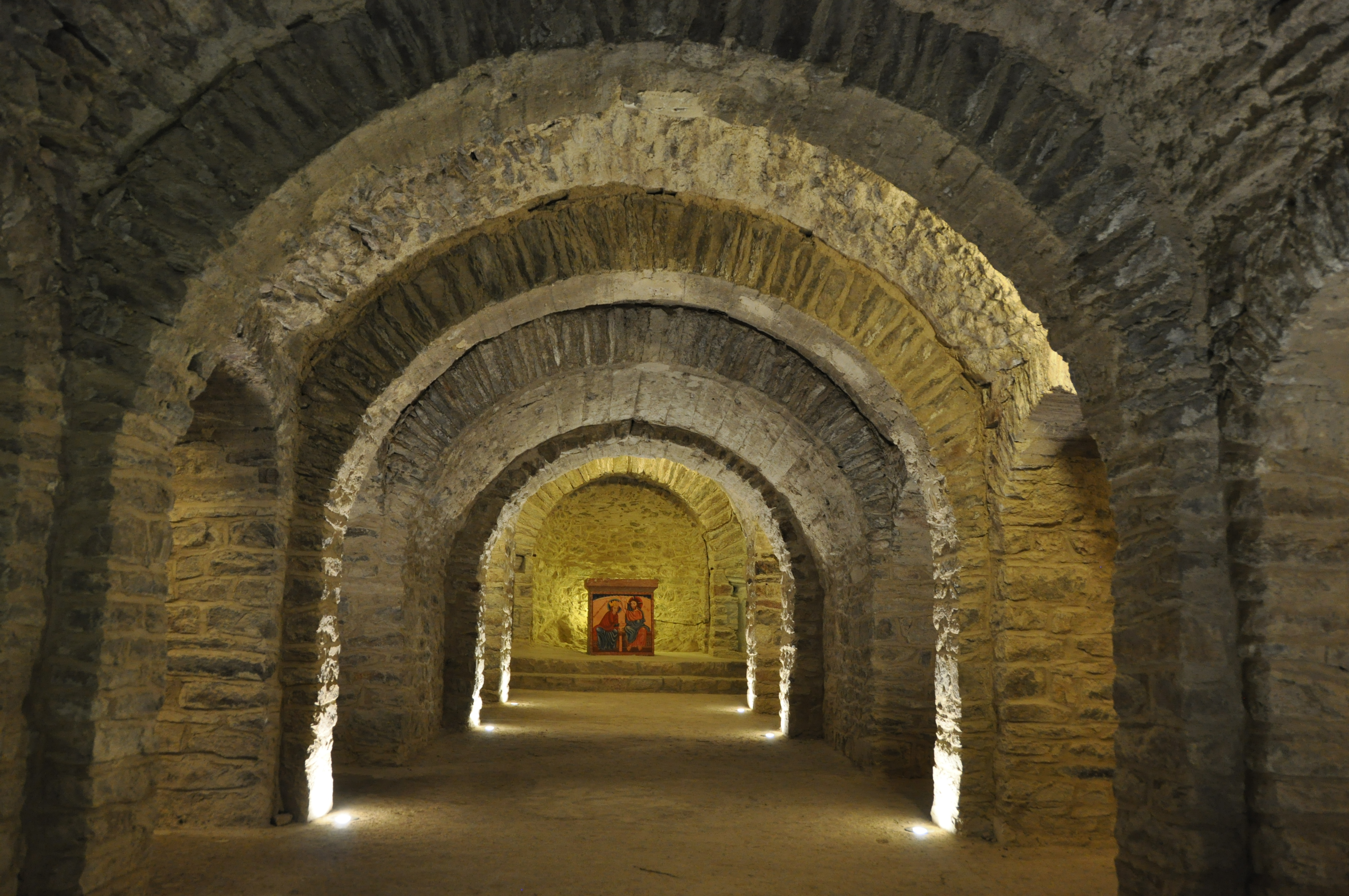
Nau principal de l'església inferior

Estava situada molt poc més amunt que el claustre primitiu, i s'hi reconeixen dues parts. La de llevant consta de tres absis semicirculars oberts a la roca mateixa, i tres trams de les tres naus corresponents coberts amb voltes d'aresta. A ponent, tres naus més tardanes, amb cinc trams cadascuna, cobertes amb volta de canó amb arcs torals i pilars cruciformes, d'un tipus molt semblant a les existents a la cripta del Pessebre de Cuixà. Al mig d'aquestes dues parts de l'església inferior hi ha dos cossos rectangulars, massissos, sense l'elasticitat arquitectònica que confereixen els jocs d'arcs i voltes.
- L'església superior

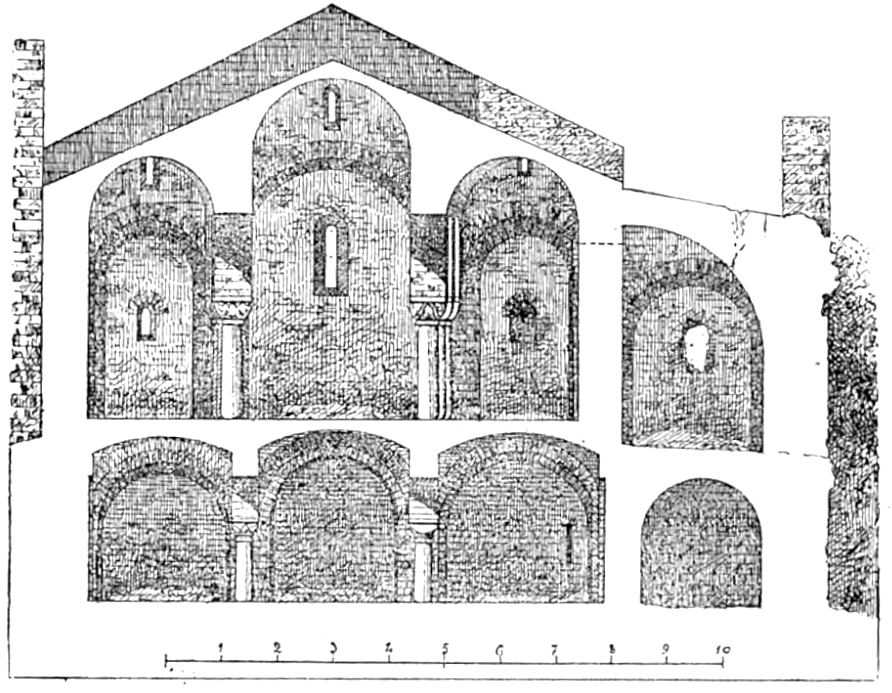
Tall de les esglésies de l'abadia, segons J. A. Brutails

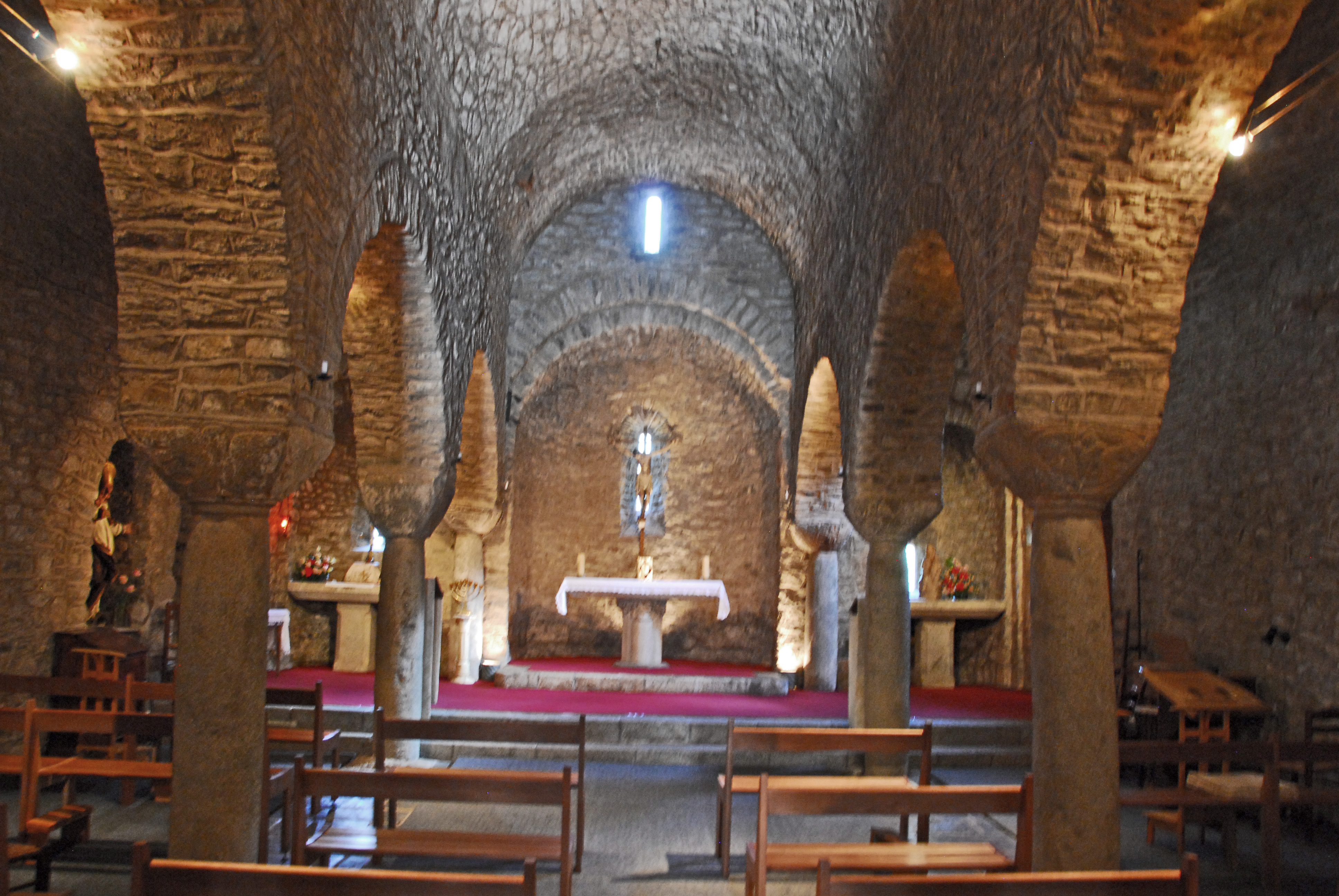
Capçalera de l'església superior

Abans de 20 anys més tard, el 1026, el mateix abat Esclua, ja esmentat, consagrava l'església superior. Construïda damunt de l'altra, en segueix la planta de forma quasi exacta, tot i que més alta i d'aparença més lleugera; la nau està dividida en cinc trams, presbiteri a part. Bastida a partir de les pautes del romànic llombard, té en canvi molts elements arcaics en la seva factura, com els pilars i els capitells, clares imitacions dels existents a l'església inferior. El conjunt és molt original, en aquest sentit: una església romànica llombarda amb elements clarament més arcaics a dins.
|  |  |  |  |
|  |  |  |  |

- El campanar: acabat cap a l'any 1026, tenia originàriament quatre pisos, però el quart en fou destruït pel terratrèmol del 1428. No es pogué reconstruir per manca de recursos; llavors, es reemplaçà per uns merlets catalans. Al primer pis, hi ha una capella dedicada a l'arcàngel sant Miquel. Les columnes i capitells d'aquesta església inferior són molt primitius. No hi ha dubte[8] que aquesta part de l'església inferior correspon a la domus Sancti Martini esmentada el 997. De pocs anys més tard (1007) és la remodelació de l'abat Esclua, consagrada el 1009.

### El claustre

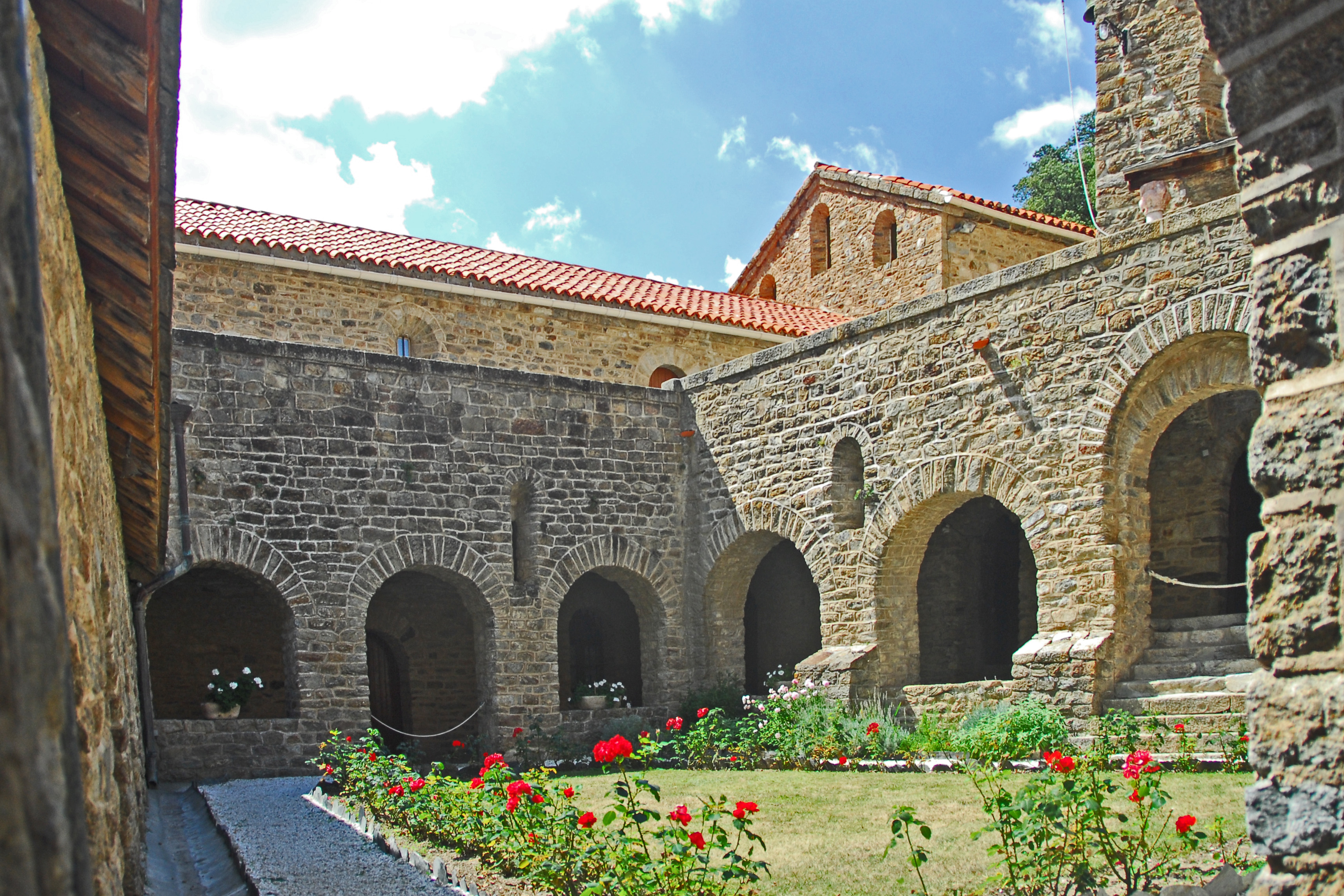
El claustre, a l'actualitat

El claustre de Sant Martí del Canigó constava de dos pisos. L'inferior era contemporani de l'església primitiva, dedicada a santa Maria, sant Martí i sant Miquel, ara església inferior del conjunt monàstic.
Fou construït al llarg del segle xi, i s'amplià amb el pis superior al segle següent, probablement en dues o tres fases constructives diferents; els motius esculpits als capitells i la seva mateixa factura remeten a moments molt diferents, com han mostrat els especialistes. Els capitells daten dels segles xii i xiii.

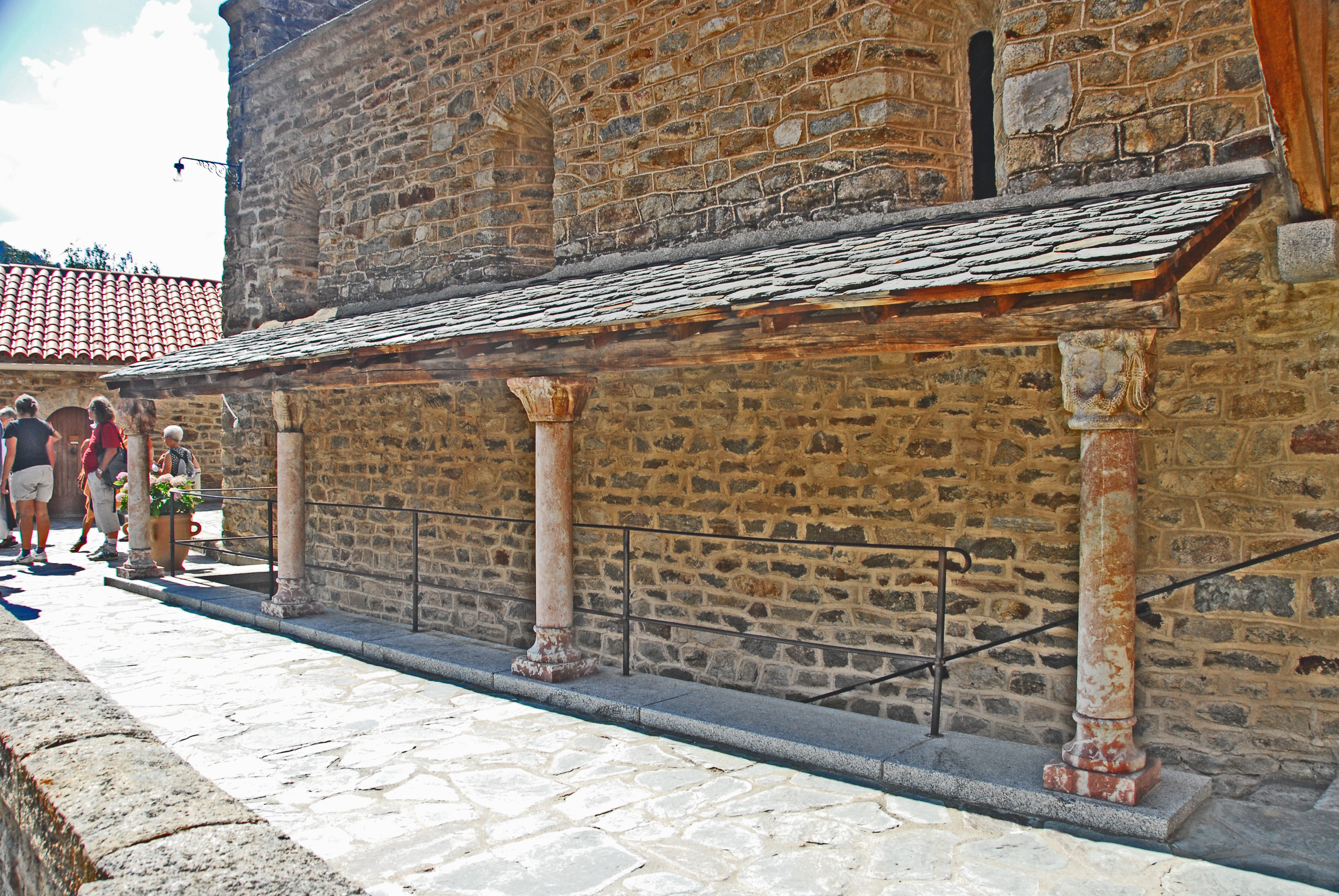
La barbacana

El claustre es va mantenir íntegre fins a l'exclaustració de la comunitat, el 1783. Abandonada l'abadia, fou objecte d'un espoli brutal i ràpid: el 1785 no restava ni un sol capitell del claustre superior. Quatre columnes van anar a raure a l'església del poble de Castell de Vernet, però moltes de les peces arrencades del claustre passaren a formar part de cases particulars de tots els pobles de l'entorn. L'historiador Jaume Massó i Torrents feu vers l'any 1888 un inventari de les peces del claustre repartides arreu. En localitzà 21 capitells, a més de columnes, bases i àbacs. Un segon catàleg elaborat el 1925 ja només trobava 14 capitells i 10 bases; la resta havia desaparegut, en bona part venuda.

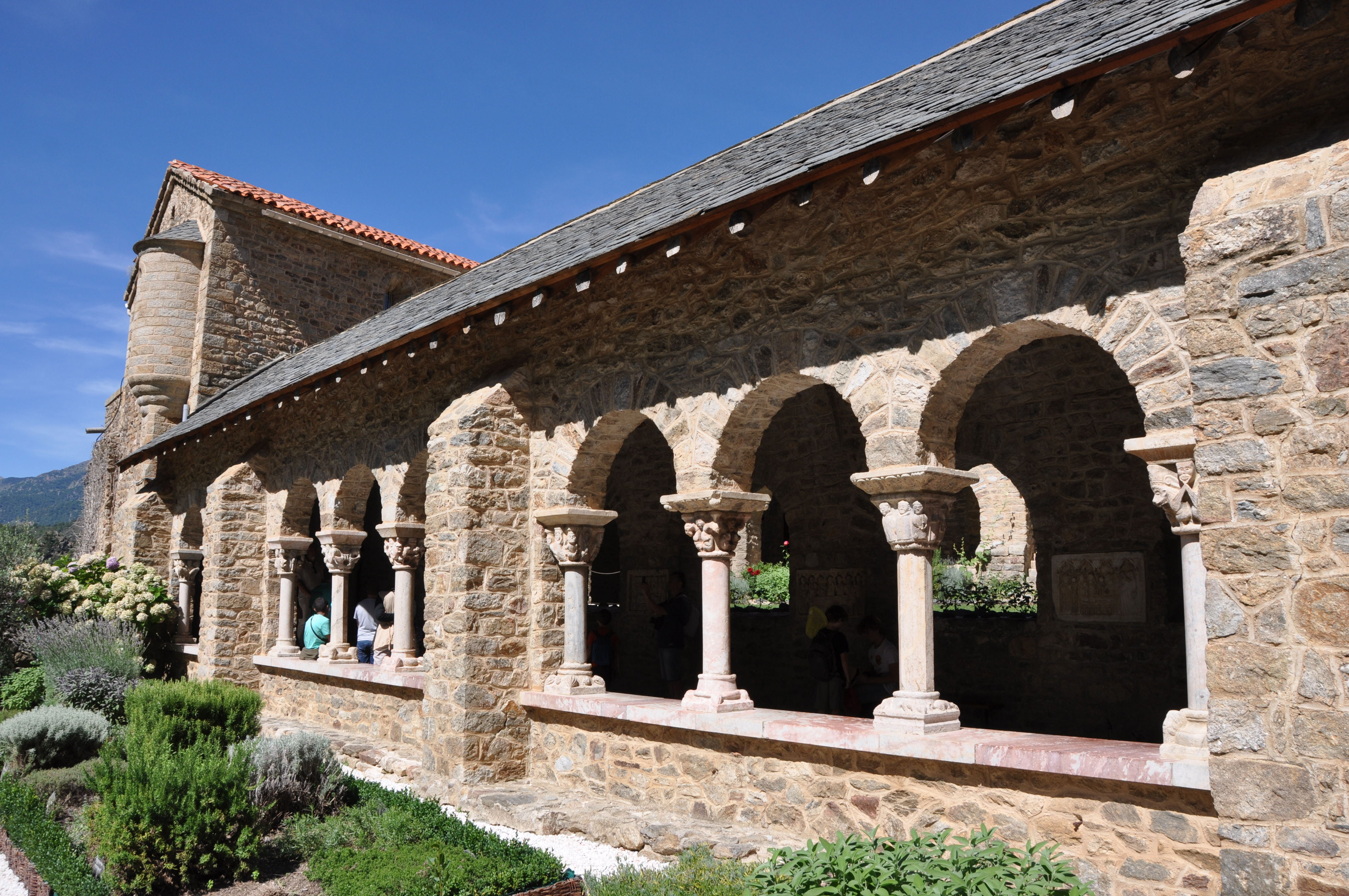
Galeria inferior del claustre actual

El 1902 el bisbe de Perpinyà, Juli de Carsalade du Pont, va comprar les ruïnes de l'abadia i emprengué una feixuga tasca de recuperació dels capitells del claustre. Aconseguí reunir 22 capitells, 8 fusts de columna, 12 bases i 4 àbacs, i es proposà de reconstruir el claustre. L'estat en què havia quedat el claustre espoliat i la manca d'estudis que permetessin una reconstrucció fidedigna ho impedí. La Commission des Monuments Historiques hi aportà una solució, que es dugué a terme: crear una galeria del claustre al nivell inferior i, damunt, la barbacana que es pot veure avui dia.
Fins ara s'han reconegut fins a 19 capitells que amb tota seguretat són de Sant Martí del Canigó. Disset en són al recinte de l'abadia, i dos més estan localitzats a la Sala Petrarca de Montpeller. Aquests capitells tenen punts en comú amb els d'altres monestir nord-catalans, especialment Sant Genís de Fontanes i Sant Andreu de Sureda. Són capitells de marbre blanc i rosa, principalment posteriors al 1170.
La galeria del claustre refeta, la meridional, que a l'exterior s'obre a un petit jardí que dona al desnivell existent en aquell costat, conté 14 capitells. 13 disposats al llarg de la mateixa galeria i un de més en una columna a l'angle nord-oest, ran de l'escala.
| Capìtells de la galeria meridional del claustre | Capìtells de la galeria meridional del claustre | Capìtells de la galeria meridional del claustre | Capìtells de la galeria meridional del claustre | Capìtells de la galeria meridional del claustre | Capìtells de la galeria meridional del claustre |
| ----------------------------------------------- | ----------------------------------------------- | ----------------------------------------------- | ----------------------------------------------- | ----------------------------------------------- | ----------------------------------------------- |
|                                                 |                                                 |                                                 |                                                 |                                                 |                                                 |
| Núm. 1. Angle sud-est. Capitell                 | Núm. 3 des d'aquell angle. Base                 | Núm. 3 des d'aquell angle. Capitell             | Núm. 4 des d'aquell angle. Capitell             | Núm. 4 des d'aquell angle. Una altra cara       |                                                 |

|                                 |                                     |                                                         |                                 |                                     |
| Núm. 5 des d'aquell angle. Base | Núm. 5 des d'aquell angle. Capitell | Núm. 6 des d'aquell angle. Capitell (El ball de Salomé) | Núm. 7 des d'aquell angle. Base | Núm. 7 des d'aquell angle. Capìtell |

|                                     |                                 |                                     |                                      |                                      |
| Núm. 8 des d'aquell angle. Capitell | Núm. 9 des d'aquell angle. Base | Núm. 9 des d'aquell angle. Capitell | Núm. 10 des d'aquell angle. Capitell | Núm. 11 des d'aquell angle. Capitell |

|                                  |                                      |                                      |                                     |                                   |
| Núm. 12 des d'aquell angle. Base | Núm. 12 des d'aquell angle. Capitell | Núm. 13 des d'aquell angle. Capitell | Capitell occidental de la barbacana | Capitell oriental de la barbacana |

### Les tombes

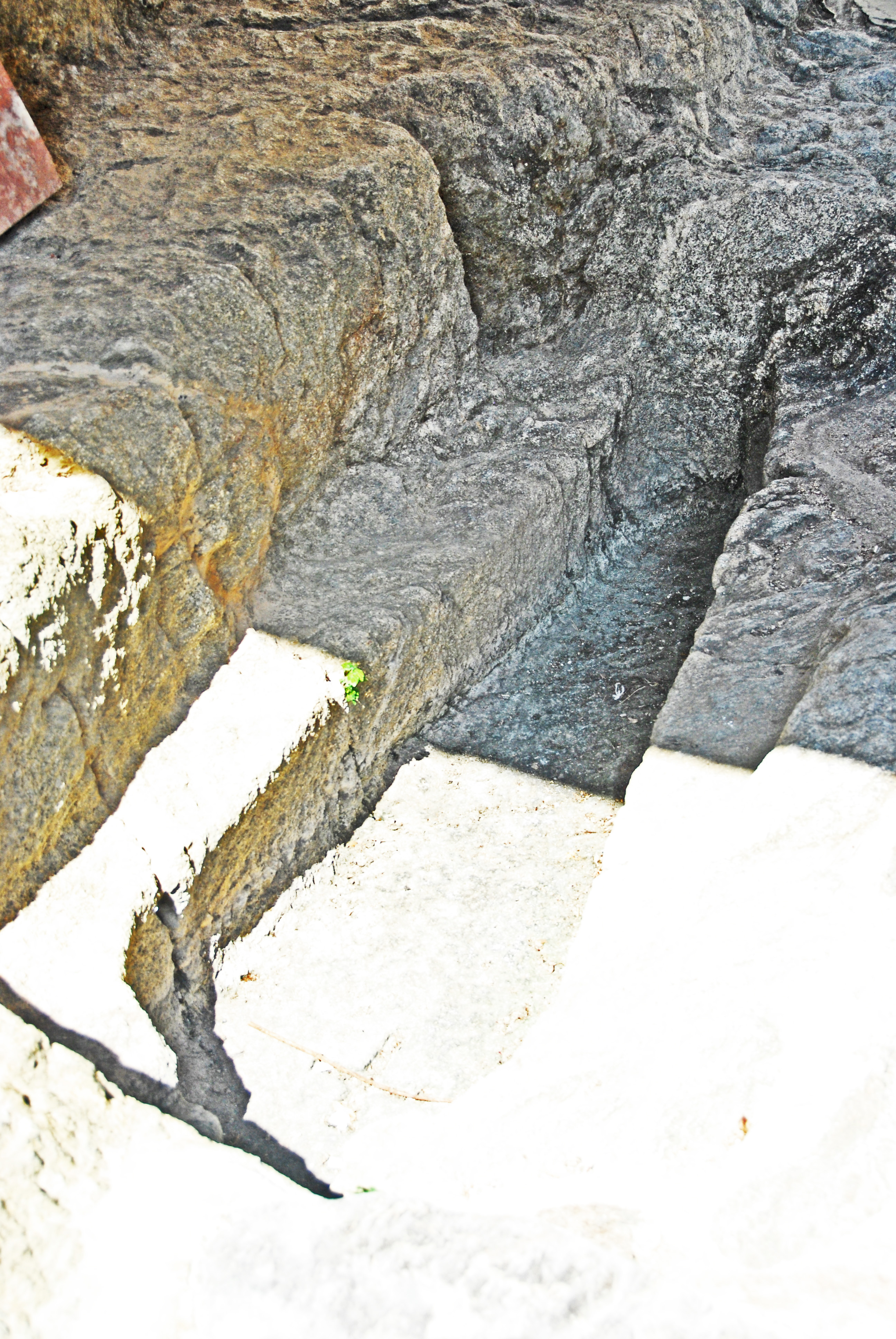
La sepultura excavada a la roca

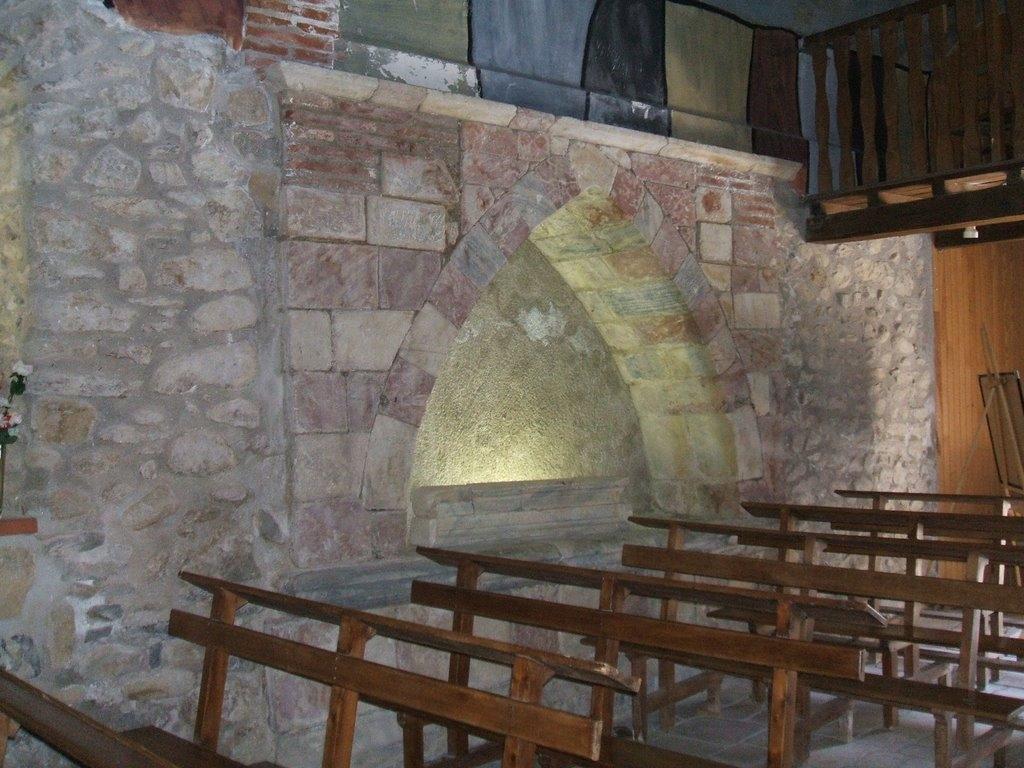
Tomba del comte Guifré

Rere la nau col·lateral nord de l'església superior, a l'espai sota el porxo del campanar, es troben les tombes del comte Guifré II i de la seua segona esposa, Elisabet. El comte s'havia retirat al monestir el 1035 i la inscripció mortuòria conservada explica que l'havia excavada ell mateix a la roca. Tanmateix, l'abat Berenguer de Colomer, a principis del segle xiv, feu construir a la paret meridional de l'església superior un arcosoli de marbre rosat per acollir-hi les restes del comte i de la que cregué que era la seva esposa. Tanmateix, ja al segle xx, uns nebots de monsenyor Carsalade du Pont, que estiuejava a l'abadia, descobriren un forat a la roca sota la primitiva tomba del comte Guifré que va resultar ser la vertadera tomba d'Elisabet.
A l'església de Sant Martí de Castell de Vernet hi ha un altre arcosoli procedent de Sant Martí del Canigó. Es tracta de la tomba de l'abat Pere de Saorra, amb un epitafi gravat en un bloc de marbre.

### Capella de Sant Miquel
Al primer pis del campanar de l'abadia es troba la capella de Sant Miquel. S'hi conserven, si bé molt malmeses, restes de pintures murals romàniques.

### El brodat de la comtessa Guisla
Amb aquest nom es coneix una peça de teixit brodada que probablement fou una tovalla d'altar. Fragmentada per unes dames desaprensives que demanaren la peça per a estudiar-la, a finals del segle xix, la peça és ara en part a Sant Martí del Canigó, després de passar uns anys al Centre d'Art Sacré d'Illa, però en romanen dos altres fragments al Musée des Termes de Cluny, a París.

### El manuscrit miniat
Procedent de Sant Martí del Canigó es conserva a l'École Nationale Supérieure des Beaux-Arts, també de París, un manuscrit miniat que és l'acta de fundació d'una confraria a l'abadia de Sant Martí. A la part superior del pergamí hi ha un Pantocràtor amb els símbols del Tetramorf, amb la Marededeu i sant Martí a banda i banda. A sota, una escena que representa un grup de gent oint missa.

## Llista d'abats 1007 - 1785
Els abats, segons Ernest Zaragoza -que deia haver-se basat, entre d'altres, en l'estudi de François Font, però no esmentava l'abaciologi de Pere Puiggarí ni el del recull Gallia christiana amb força disparitat de dades entre si- en foren cinquanta-cinc. Finalment, Pere Ponsich establí aquesta llista. Els nombres romans darrere els noms d'alguns són una atribució moderna per a distingir abats amb el mateix nom:
- 1007 - 1014 Oliba
- 1014 - 1044 Esclua
- 1044 - 1045 Renard I (Alguna bibliografia indica un abat Bernat, mort abans de 1050,[11] però pot ser un error de lectura del nom Renard)
- 1045 - 1049 Guillem I
- 1049 - 1065 Miró
- 1065 - 1073 Renard II
- 1074 - 1082 Pere I Ermengol
- 1083 - 1112 Pere II Sunyer
- 1116 - 1124 Ramon I Vall (de l'abadia de la Grassa)
- 1124 - 1157 Pere III (abadia de la Grassa)
- 1157 - 1159 Berenguer I (abadia de la Grassa)
- 1159 - 1168 Ramon II (sagristà de Santa Maria de Ripoll) (Alguna bibliografia el vincula a Ramon de Sesguinyoles)[14]
- 1171 Girald (Alguna bibliografia[14] el fa de Sesguinyoles, germà de Ramon II)
- 1172 - 1209 Pere IV Guillem de Tellet (Alguna bibliografia l'anomena[15] Pere d'Ortafà)
- 1209 - 1212 Pere V d'Estoer
- 1212 - 1230 Pere VI d'Espira[10][13]
- 1231 - 1255 Bernat de Corts
- 1256 - 1287 Pere VII de Saorra
- 1287 - 1291 Pere VIII
- 10 de febrer 1291 - 1303 Guillem II de Cérvoles[16]
- 1303 - 1314 Arnau de Corbiac
- 1314 - 1335 Berenguer de Colomer
- 1335 - 1340 Ramon III de Banyuls
- 1340 - 1348 Pere IX Ramon de Vernet
- 1348 - 1360 Ramon IV Palau
- 1360 - 1385 Ramon Berenguer
- 1386 - 1390 Francesc d'Oms
- 1391 - 1397 Guillem III
- 1397 Marc de Vilalba
- 1397 - 1405 Guillem IV Català
- 1406 - 1437 Joan I Esquerd
- 1438 - 1471 Joan II de Millars
- 1471 - 1484 Radulf de Losa
- 1484 - 1506 Jaume I de Banyuls

Abats comendataris
- 1507 - 1513 Lluís d'Aragó, cardenal de Santa Maria in Aquiro
- 1513 - 1522 Gaspar Borrell
- 1522 - 1534 Jaume II de Cirac
- 1534 - ? Alexandre Cesarini, cardenal
- 1552 - 1554 Segimon Paratge
- 1556 Pere X de Castellet[10]
- 1558 Jaume de Serra, cardenal (Alguna bibliografia hi situa Jaume Pou i Berard, cardenal, administrador perpetu / o Jaume de Sabel·lis)[10]
- 1562 - 1569 Pere Gener o Janer
- 1569 - 1600 Onofre Giginta
- 1600 - 1623 Àngel Juallar i Geli
- 1623 - 1648 Melcior Soler i d'Armendaris, coadjutor d'Àngel Juallar
- 1655 Magí Civillà
- 1659 - 1668 Joan II de Margarit i de Biure[10]
- 1676 Georges de Carlier
- 1688 i 1692 Josep de Margarit i de Biure
- 1698 - 1714 Pierre de Ponderoux, o Pere de Poderós[10]
- 1714 - 1728 Augustin de Llambi
- 1728 - 1744 Segimon Ignasi de Valls i de Fluvià
- 1745 - 1764 Jacques de Bomber, monjo d'Arles
- 1764 - 1779 Jean-Jacques de Durfort
- 1779 - 1783 Jean-Marie Grumet de Montpié, darrer abat.

## Llegendes sobre la fundació
El folklorista Joan Amades, en el seu recull de llegendes populars, narra tres versions de com aquest monestir va ser fundat. La primera diu que el comte Jofre de Cerdanya (una de les formes del nom Guifré) feu una crida per lluitar contra els àrabs invasors i la batalla es va perdre perquè el seu nebot Bernat havia actuat imprudentment sense seguir les ordres dels seus superiors. En acabar, el comte matà el jove Bernat, que s'havia refugiat en una església i s'havia abraçat a una imatge de sant Martí. La segona versió diu que el comte no matà el seu nebot Bernat per una derrota amb els àrabs, sinó per quedar-se amb les terres que, per ser orfe, li pertocaven en herència. Després d'això, Jofre estava remordit i demanà perdó al papa Sergi IV, el qual li va imposar com a penitència que abandonés l'ofici de les armes, construís un monestir i se'n fes monjo.
Encara n'hi ha una tercera versió, que esmenta el comte Tallaferro i el seu fill Gentil. En aquest cas, el jove Gentil no acudí a la crida per anar a lluitar contra els invasors perquè s'estimà més gaudir de la companyia d'una pastora de la qual estava enamorat. L'oncle de Gentil, el comte Guifré, indignat per la deserció, el va estimbar per la muntanya del Canigó i el va matar.